# Rimbachia paludosa
Rimbachia paludosa är en svampart som beskrevs av Redhead 1984. Rimbachia paludosa ingår i släktet Rimbachia och familjen Tricholomataceae.   Inga underarter finns listade i Catalogue of Life.